# Осыка, Сергей Григорьевич
Сергей Григорьевич Осыка (укр. Сергій Григорович Осика; род. 27 марта 1955, Киев, УССР, СССР) — украинский государственный и политический деятель.

## Образование
В 1977 году окончил факультет международных отношений и международного права Киевского университета имени Тараса Шевченко по специальности юрист. Аспирант кафедры международного права и иностранного законодательства (1977—1980).
Кандидат юридических наук, доцент.

## Карьера
- 1981—1983 — младший научный сотрудник научно-исследовательского сектора, 1983—1991 — ассистент кафедры международного права Киевского университета имени Тараса Шевченко.
- 1991—1992 — старший консультант, главный консультант Комиссии Верховной Рады Украины по иностранным делам.
- Ноября 1992 — сентябрь 1993 — советник Премьер-министра Украины по вопросам внешнеэкономических связей.
- С сентября 1993 — первый заместитель министра, с октября 1993 — заместитель министра внешних экономических связей Украины.
- С 22 августа 1994 — министр внешних экономических связей Украины[1].
- 3 июля 1995 — 27 января 1999 — министр внешних экономических связей и торговли Украины.
- 30 января — 11 июля 1995 — вице-премьер-министр Украины по вопросам внешнеэкономической деятельности[2].
- 1999—2002 — советник Президента Украины.

Был членом Совета национальной безопасности при Президенте Украины.
Член Конституционной комиссии от Президента Украины (ноябрь 1994 — июль 1996).
Был заместитель председателя правительственной Комиссии по вопросам сотрудничества Украины с ЕС и специальным представителем правительства Украины при ГАТТ.
Член Совета по вопросам экономической реформы при Президенте Украины (с декабря 1994), член Совета по вопросам сохранения национального культурного наследия (июнь 1997 — январь 1998), заместитель председателя Комиссии по вопросам возвращения на Украину валютных ценностей, незаконно находящихся за её пределами (октябрь 1995 — ноябрь 1998), председатель Украинской секции Украинско-Американской совместной комиссии содействия развитию торговли и инвестициям (с октября 1994); уполномоченный на выполнение функций члена Президиума Межгосударственного экономического комитета Экономического союза, заместитель председателя Валютно-кредитного совета Кабинета Министров Украины (с сентября 1995), член Межведомственной комиссии по вопросам регулирования рынка продовольствия, цен и доходов сельскохозяйственных товаропроизводителей (с июля 1998), член Национального совета по вопросам качества (сентябрь 1997 — июль 2000).
Внештатный советник Президента Украины (до января 2005).
Член Совета Национального Банка Украины (октябрь 2000 — февраль 2005).
Был член политисполкома партии «Единая Украина» (с июля 2004), членом партии Всеукраинское объединение «Батькивщина» (2006—2010).

## Парламентская деятельность
Март 1994 — кандидат в народные депутаты Украины по Киевскому избирательном округу № 317 Полтавской области, выдвинут избирателями. 1-й тур — 9,22 %, 2 место из 26 претендентов, 2-й тур — 39,08 %, 2 место.
Март 1998 — кандидат в народные депутаты Украины от избирательного блока «Трудовая Украина», № 11 в списке. На время выборов: министр внешних экономических связей и торговли Украины, беспартийный.
Народный депутат Украины IV созыва с 14 мая 2002 до 25 мая 2006 по избирательном округу № 96 Киевской области, самовыдвижение. «За» 43,46 %, 15 соперников. На время выборов: советник Президента Украины, беспартийный. Член фракции «Единая Украина» (май — июнь 2002), уполномоченный представитель группы «Народовластие» (июнь 2002 — май 2004), уполномоченный представитель группы «Демократические инициативы Народовластие» (май — сентябрь 2004), уполномоченный представитель фракции партии «Единая Украина» (сентябрь 2004 — февраль 2006), член фракции «Блок Юлии Тимошенко» (с февраля 2006). Член Комитета по вопросам правовой политики (июнь 2002 — октябрь 2003), заместитель председателя Комитета по вопросам финансов и банковской деятельности (с октября 2003).
Народный депутат Украины V созыва с 25 мая 2006 до 15 июня 2007 от «Блока Юлии Тимошенко», № 51 в списке. На время выборов: народный депутат Украины, член партии ВО «Батькивщина». Член фракции «Блок Юлии Тимошенко» (с мая 2006). Заместитель председателя Комитета по вопросам государственного строительства, региональной политики и местного самоуправления (с июля 2006). 15 июня 2007 досрочно прекратил свои полномочия во время массового сложения мандатов депутатами-оппозиционерами с целью проведения внеочередных выборов в Верховную Раду.
Народный депутат Украины 6-го созыва с 23 ноября 2007 до 12 декабря 2012 года от «Блока Юлии Тимошенко», № 51 в списке. На время выборов: временно не работал, член партии ВО «Батькивщина». Член фракции «Блок Юлии Тимошенко» (ноябрь 2007 — октябрь 2010). Исключён из фракции «за сотрудничество с коалицией большинства, в частности, за голосование за изменения в Конституцию, закон о Кабинете министров и регламент Верховной Рады Украины». Первый заместитель председателя Комитета по вопросам экономической политики (с декабря 2007).

## Семья
Родился в семье служащих. Украинец. Жена — преподаватель украинского языка. Имеет сына.

## Награды
- Орден князя Ярослава Мудрого V степени (5 июля 2012)[3].
- Орден «За заслуги» III степени (19 августа 1998)[4].
- Большой крест ордена Заслуг (Португалия, 16 апреля 1998)[5]
- Гранд-офицер ордена Освободителя Сан-Мартина (Аргентина, 11 декабря 1998)[6]